# Diòcesi d'Arpaia
La diòcesi d'Arpaia (en llatí: Dioecesis Caudina) és una seu suprimida i seu titular de l'Església catòlica.

## Història
Arpaia és una antiga seu episcopal de Campània, a la regió de Benevento Incerts són els orígens i la col·locació geogràfica: alguns identifiquen la diòcesi o amb la localitat d'Arpaia o amb l'antiga Caudium. Segons Lanzoni, l'únic bisbe conegut d'aquesta seu és Felicíssim, esmentat en 499.
Al segle x, els territoris de l'antiga diòcesi, llavors desapareguda, van entrar a formar part de la nova diòcesi de Sant'Agata de' Goti. Des de 1971, Arpaia va ser restablida com seu episcopal titular; l'actual bisbe titular és George Panikulam, nunci apostòlic a Uruguai.

## Episcopologi
- Felicissimo † (esmenat en 499)[2]

## Bisbes titulars
- François-Victor-Marie Frétellière, P.S.S. † (1971-1979)[3]
- George Eli Dion, O.M.I. † (1980-1999)
- George Panikulam (1999-titular)